# سفارة دولة فلسطين لدى السلفادور
سفارة دولة فلسطين لدى السلفادور هي الممثلية الدبلوماسية العُليا لدولة فلسطين لدى السلفادور.  افتتحت السفارة في عام 2018 ويقع مقرها في سان سلفادور.